# Hornady
Hornady Manufacturing Company — американська приватна компанія із виробництва боєприпасів для стрілецької зброї та компонентів для самостійного спорядження патронів, що розташована у місті Ґранд-Айленд, штат Небраска.

## Історія
Компанія була заснована Джойсом Хорнаді (англ. Joyce Hornady) який розпочав займатися виробництвом боєприпасів у 1940-х роках, коли він разом із Верноном Спіром (англ. Vernon Speer) став виробляти кулі кустарним методом, використовуючи як оболонку відпрацьовані гільзи набоїв кільцевого запалення. Після другої світової війни Хорнаді почав скуповувати старе обладнання для виробництва набоїв у державних підприємств, таке як преси компанії Waterbury-Farrell, які донині працюють у компанії. У 1964 році Hornady почала виробляти гвинтівкові та пістолетні патрони. Сьогодні компанія керується сином Джойса Стівом Хорнаді (англ. Steve Hornady), який узяв керівництво у свої руки після загибелі батька у авіакатастрофі у 1981 році.

### Pacific Tool Company
Стів Хорнаді працював у Pacific Tool Company з 1960 по 1971 роки, з того часу, як вона перебралася із Каліфорнії дл Небраски і до того, як її купила Hornady. Преси моделі Pacific's DL-366 були останньою розробкою Pacific Tool Company. Вони і досі виробляються Hornady під назвою 366 Auto.

## Продукти

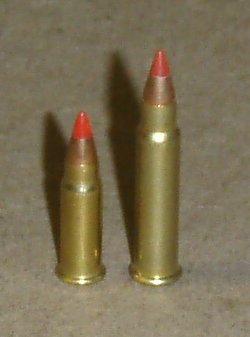
.17 HM2 (зліва) та .17 HMR

Hornady виробляє патрони для цільової стрільби, а також високоякісні набої для зброї самозахисту. У 1990 році лінійка патронів Hornady XTP (Extreme Terminal Performance) здобула перемогу у конкурсі Product Award of Merit 1990. Компанія є розробником патронів кільцевого запалення .17 HMR та .17 HM2, що здобули успіх у полюванні на маленьких звірів та вармінтингу. Hornady також брала участь у розробці компанією Sturm, Ruger її патронів .480 Ruger, .204 Ruger та .375 Ruger.
Hornady розробила лінійку патронів LEVERevolution, що використовує конічні кулі із полімерним носиком, що покращує аеродинамічні властивості та водночас виключає ризик спонтанної детонації набоїв у трубчастих магазинах, що зазвичай використовуються у гвинтівках важільної дії.
Hornady також виготовляє компоненти для самостійного спорядження набоїв, такі як гільзи, кулі та інструменти для збирання патронів.
На початку 2012 року Hornady випустила лінійку патронів «Zombie Max» у відповідь на зростаючий інтерес до теми зомбі у Сполучених Штатах.